# Gomphrena glabratoides
Gomphrena glabratoides là loài thực vật có hoa thuộc họ Dền. Loài này được (Suess.) J.C.Siqueira mô tả khoa học đầu tiên năm 1992.